# Premio PEN/Nabokov
Il Premio PEN/Nabokov  (PEN/Nabokov Award for Achievement in International Literature) è un riconoscimento letterario assegnato annualmente ad un autore non nato o residente negli Stati Uniti la cui opera sia paragonabile per spessore culturale e umano a quella di Vladimir Nabokov.
Istituito nel 2000 con il nome di Premio PEN/Nabokov per la narrativa aveva cadenza biennale e un montepremi di 20000 dollari.
Dopo un'interruzione di 7 anni dal 2009 al 2015, nel 2016 è rinato con il nome di Premio PEN/Nabokov per il successo nella letteratura internazionale con cadenza annuale, un premio di 50000 dollari e respiro maggiormente internazionale.

## Albo d'oro Premio PEN/Nabokov per la narrativa
- 2000: William H. Gass[4]
- 2002: Mario Vargas Llosa[5]
- 2004: Mavis Gallant[6]
- 2006: Philip Roth[7]
- 2008: Cynthia Ozick[8]

2009-2016: Premio sospeso

## Albo d'oro Premio PEN/Nabokov per il successo nella letteratura internazionale
- 2017: Adonis[9]
- 2018: Edna O'Brien[10]
- 2019: Sandra Cisneros[11]
- 2020: M. NourbeSe Philip[12]
- 2021: Anne Carson[13]
- 2022: Ngugi wa Thiong'o[14]
- 2023: Vinod Kumar Shukla[15]
- 2024: Maryse Condé[16]
- 2025: Mia Couto[17]